# 1月15日 (旧暦)
旧暦1月15日は旧暦1月の15日目である。六曜は先負である。

## できごと
- 清寧天皇1年（ユリウス暦480年2月11日） - 第22代・清寧天皇が即位
- 皇極天皇1年（ユリウス暦642年2月19日） - 舒明天皇の皇后・宝皇女が即位し第35代・皇極天皇に
- 安永7年（グレゴリオ暦1772年2月18日） - 田沼意次が老中に就任
- 文久2年（グレゴリオ暦1862年2月13日） - 坂下門外の変。和宮親子内親王降嫁に尽力していた老中・安藤信正が水戸浪士に襲われ負傷
- 明治元年（グレゴリオ暦1868年2月8日） - 明治政府が王政復古を各国公使に布告

## 誕生日
- 安永7年（グレゴリオ暦1778年2月11日） - 帆足万里、儒学者･経世家（+ 1852年）
- 天保15年（グレゴリオ暦1844年3月3日） - 青木周蔵、政治家（+ 1914年）
- 安政5年（グレゴリオ暦1858年2月28日） - 元田肇、政治家、第25代衆議院議長（+ 1938年）
- 明治5年（グレゴリオ暦1872年2月23日） - 平櫛田中、彫刻家 （+ 1979年）

## 忌日
- 仁平3年（ユリウス暦1153年2月10日） - 平忠盛、武将・平清盛の父（* 1096年）
- 応永24年（ユリウス暦1417年2月1日） - 冷泉為尹、歌人（* 1361年）

## 記念日・年中行事
- 小正月
- 上元